# Ensenada
Ensenada je město ležící v severozápadním Mexiku ve státě Baja California. Po městech Tijuana a Mexicali jde o třetí největší město v tomto státě. K roku 2020 ve městě žilo 443 807 obyvatel. Ve městě se nachází ensenadský přístav, který je druhým nejvytíženějším přístavem v zemi. Vedle toho je město důležitým místem mezinárodního obchodu a častým cílem turistů. Založeno bylo v roce 1882. Nachází se zde několik vysokých škol a výzkumných institucí, významné výzkumné instituce ve městě se pohybují zejména v oblasti biotechnologií.